# 北見厳寒の焼き肉まつり

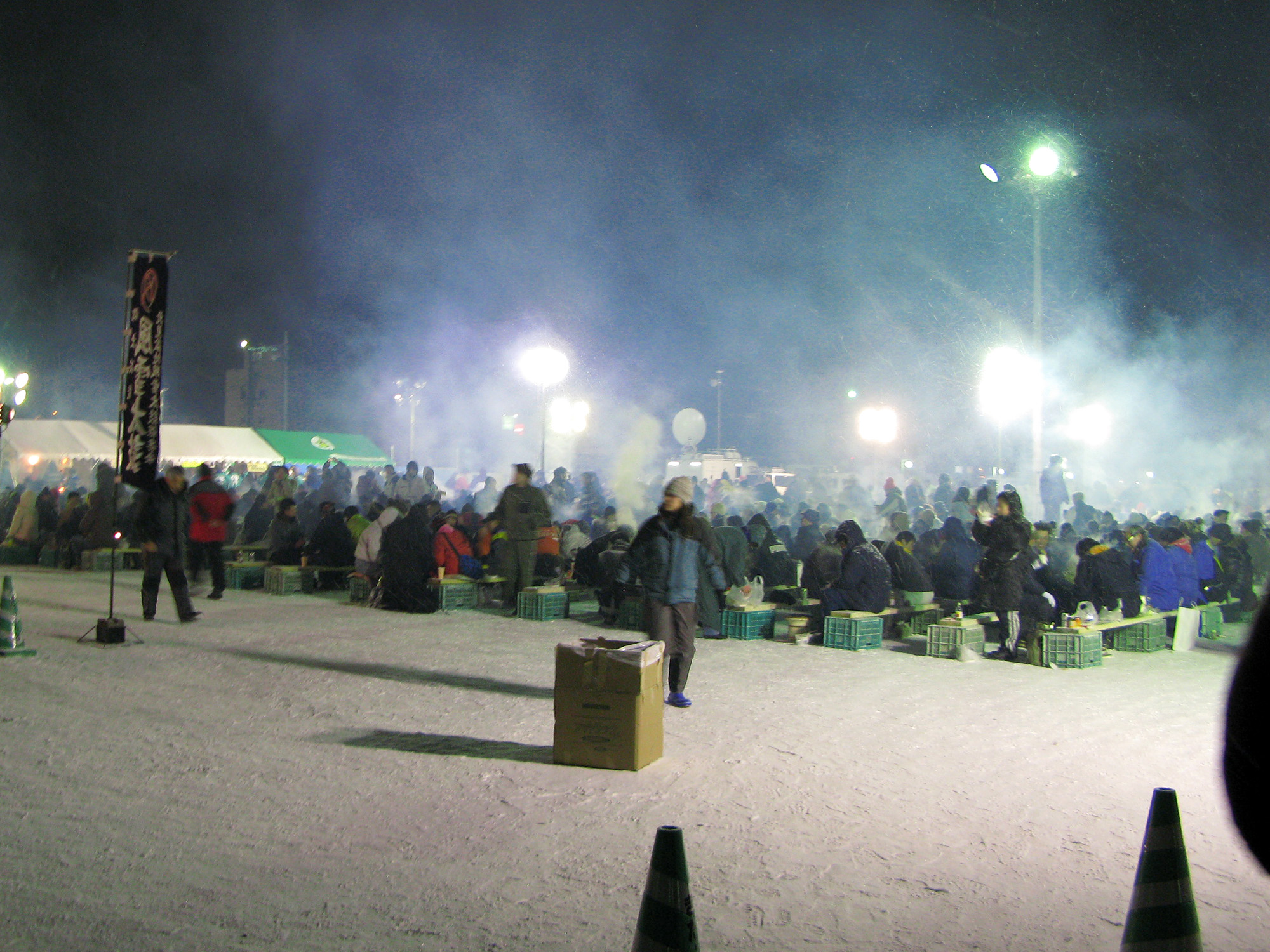
北見厳寒の焼き肉まつり（2010年）

北見厳寒の焼き肉まつり（きたみ げんかんのやきにくまつり）は、北海道北見市において毎年2月上旬に行われる焼肉のイベント。
北海道の各民放や新聞社、北海道開発局、北見市などはいずれも『北見厳寒の焼き肉まつり』の表記を使用しているが、唯一読売テレビ制作のバラエティ番組『秘密のケンミンSHOW』では「北見極寒の焼き肉まつり」と表記された。これは明らかな誤記であるが、なぜ読売テレビがこの表記にしたのかは不明である。

## 概要
北見市は支店や出張所が多く転勤族の支店長達が集まる会「ぼらんち会（当時はでさき会）」という組織がある。その発案で「北見は寒さが厳しい」と「北見は焼き肉が安くて新鮮でおいしい」、この２つを活用して北見市を対外的にＰＲすることができないかと考えた。それに賛同した地元有志とともに2000年のうるう年である2月29日（ニクの日）に「北見厳寒の焼き肉まつり」を開催し、大盛況の内終了した。
当初は1回限りのおまつり開催予定となっていたが北見市民からの反響が大きく、現在では「ぼらんち会」「（公社）北見青年会議所」・「地元企業など」100名以上のボランティアスタッフがおまつりの準備・設営・撤収作業など行い。2月初旬に開催している
平成29年2月3日（金）現在では第18回目の開催となり気温は－11度と「焼き肉のたれ」がシャーベット状態になり、「焼酎のお湯割りや熱燗はすぐに「水割りや冷酒」になるなど、厳しい寒さの中、400台の七輪を1700人が囲みおまつりを楽しんだ。
入場券は1枚2,000円でサガリ・豚肩ロース・ホルモン・タマネギが各100ｇ、タレ皿・割りばし・塩コショウがセットになっており、割りばし等提供は多く、割りばしは（「一社）オホーツク森林産業振興協会」焼肉のたれは全て提供品で「上北農産加工農業協同組合」・「ベル食品㈱」・「ＪＡきたみらい」より合計600本。ポッカレモンや焼酎お湯割り用の割材「ポッカサッポロ北海道㈱」の提供品に抽選会用景品もあり、サッポロビール㈱からも提供品がある。他にも「北見地区養豚団地協議会」や「北見地区肉振協議会」のお肉提供や、「北見市農業振興会議端野自治区部会」からは豚汁の提供もある。
会場内には様々な出店があり現在は焼肉のみならず、北見猟友会の鹿肉ブースをはじめ鉄板焼きや厳寒ラーメン、ソフトクリームの販売など色々と楽しめる
北見厳寒の焼き肉まつり実行委員会が主催となり北見観光協会を窓口として北見冬まつりの前日に開催されている。なお後援には北見市と北見商工会議所。北見市は人口1人あたりの焼肉店の数が北海道で一番高い「焼肉のまち」であり、約2000人規模の厳寒焼き肉まつりも北見の名物として知られる。このイベントのためにわざわざ道外、または海外から訪れる観光客もいるという。焼けた肉が氷点下10度の気温ですぐに凍ってしまうため、素早く口に入れなければならないという。

2004年にBSE問題で牛肉・牛肉製品の輸入が停止された際には、本来使うはずの牛肉に代わって豚肉が使用されたこともあった。
2017年は全国初の試みで地元のスナックの協力で『厳寒のスナック』が出店。同年には初の試みで道新プレイガイドによるweb販売も実施しチケットは200枚増販されたが即完売となった。また、同年には北見市の焼肉をPRする目的で結成された、北見焼肉アイドル Meat Youもライブ出演した。近年では多数のテレビ局も中継や収録に取り扱われているイベントになった。
サッポロビール㈱では「北海道冬のまつり缶」として、サッポロ生ビール黒ラベルとサッポロクラシックで、厳寒の焼き肉まつりも取り上げられ、2018年１月23日より北海道限定で販売される。
2018年は入場券を1,900枚、七輪450台と増やし（Web販売は道新プレイガイドとe+）平成30年2月2日（金）に開催。
TBS「情報７DAYSニュースキャスター」では翌日の2月3日（土）に3分程放送され、更に全国区のおまつりとなった。
平成31年2月1日（金）に20回目を迎えた厳寒の焼き肉まつりが開催。入場券は限定2,000枚で1月中旬に完売。開催時間も30分延長し17時～20時までの3時間とし、七輪700台が会場を埋め尽くし氷点下10度の中終了。
SNSをバズらせよう企画「#厳寒焼肉」などを実施し世界へ発信。また、NHK「シブ5時」などで中継され全国へ放映された。今回は焼き肉で有名な三重県松阪市や長野県飯田市の人たちも来場。規模も拡大すると同時に全国的に注目されている。
2020年2月7日（金）に第21回を開催。前回より100枚増（限定2,100枚）の入場券は2019年11月29日（イイニク）から販売を開始し、年内に完売。当日は厳寒の中、姉妹都市の高知市「正調よさこい鳴子踊り普及振興会」によるよさこいの披露や、歌の点数を競う『北見厳寒のカラオケ選手権』などを開催。また、「どさんこワイド179」の中継やＳＮＳ企画でおまつりを世界へ発信をしている。

## 開催日と会場
| 回 | 開催日               | 会場                     | 実行委員長 | 参加者数  | 出典          |
| -- | -------------------- | ------------------------ | ---------- | --------- | ------------- |
| 1  | 2000年2月29日        | 北見市小公園             | 牧村匠     |           |               |
| 2  | 2001年2月9日         | 北見市小公園             | 牧村匠     |           |               |
| 3  | 2002年2月8日         | 北見市小公園             | 牧村匠     |           | [ 14 ]        |
| 4  | 2003年2月7日         | 北見市小公園             | 主藤隆臣   |           |               |
| 5  | 2004年2月6日         | 北見芸術文化ホール駐車場 | 主藤隆臣   |           | [ 1 ]         |
| 6  | 2005年2月11日        | 北見芸術文化ホール駐車場 | 主藤隆臣   |           |               |
| 7  | 2006年2月3日         | 北見芸術文化ホール駐車場 | 主藤隆臣   |           |               |
| 8  | 2007年2月9日         | 北見芸術文化ホール駐車場 | 主藤隆臣   |           |               |
| 9  | 2008年2月8日         | 北見芸術文化ホール駐車場 | 主藤隆臣   |           |               |
| 10 | 2009年2月13日        | 北見芸術文化ホール駐車場 | 主藤隆臣   |           |               |
| 11 | 2010年2月12日        | 北見芸術文化ホール駐車場 | 主藤隆臣   |           |               |
| 12 | 2011年2月10日        | 北見芸術文化ホール駐車場 | 主藤隆臣   |           | [ 15 ]        |
| 13 | 2012年2月10日        | 北見芸術文化ホール駐車場 | 下元陽司   | 約1,500人 | [ 16 ]        |
| 14 | 2013年2月8日         | 北見芸術文化ホール駐車場 | 下元陽司   | 約1,500人 |               |
| 15 | 2014年2月7日         | 北見芸術文化ホール駐車場 | 下元陽司   | 約1,500人 | [ 17 ]        |
| 16 | 2015年2月6日         | 北見芸術文化ホール駐車場 | 下元陽司   | 約1,500人 | [ 18 ] [ 19 ] |
| 17 | 2016年2月5日         | 北見芸術文化ホール駐車場 | 下元陽司   | 約1,500人 |               |
| 18 | 2017年2月3日         | 北見芸術文化ホール駐車場 | 下元陽司   | 約1,700人 |               |
| 19 | 2018年2月2日         | 北見芸術文化ホール駐車場 | 下元陽司   | 約1,900人 |               |
| 20 | 2019年2月1日         | 北見芸術文化ホール駐車場 | 下元陽司   | 約2,000人 |               |
| 21 | 2020年2月7日         | 北見芸術文化ホール駐車場 | 山本英和   | 約2,100人 |               |
| 22 | 2021年2月5日（中止） | 北見芸術文化ホール駐車場 | 山本英和   |           | [ 20 ]        |
| 23 | 2022年2月4日（中止） | 北見芸術文化ホール駐車場 | 山本英和   |           | [ 21 ]        |
| 24 | 2023年2月10日        | 北見芸術文化ホール駐車場 | 山本英和   | 約1000人  | [ 22 ] [ 23 ] |
| 25 | 2024年2月9日         | 北見芸術文化ホール駐車場 | 山本英和   |           | [ 24 ]        |